# Ounkazi
Ounkazi – miasto na Komorach, na wyspie Wielki Komor. Według danych szacunkowych na rok 2007 liczy 7 583 mieszkańców.